# Anastasija Vinnikava
Anastasija Vinnikava (bělorusky Анастасія Віннікава, v taraškevici Анастасія Віньнікава, rusky Анастасия Винникова, *15. dubna 1991 Dzjaržynsk, Běloruská SSR, SSSR, dnes Bělorusko) je běloruská zpěvačka. Reprezentovala Bělorusko na Eurovision Song Contest 2011 s písní "I Love Belarus", ale neprošla přes semifinálové brány do finále soutěže.

## Biografie
Narodila se15. dubna 1991 ve městě Džjaržjinsk, v Běloruské SSR tehdejším SSSR. Absolvovala jazykovou státní univerzitu v Minsku, která se zaměřuje na překladatelskou a tlumočnickou specifikaci.

## Eurovision Song Contest
S písní "I Love Belarus" se zúčastnila Eurovision Song Contest 2011. Píseň napsal Jevgeny Olejnik. Původně měla vystoupit s písní "Born in Bielorussia", než do okamžiku kdy bylo zjištěno, že s touto písní již vystoupila v létě roku 2010. Ve 2. semifinále se umístila na 14. místě s počtem 45 bodů.
V roce 2012 se zúčastnila národního běloruského kola Eurofestu s písní "Shining in twilight".

## Diskografie

### Singly
- 2009: Your Love Is...
- 2010: Here We Go For The Gold
- 2010: Born in Byelorussia
- 2010: Мама
- 2011: I Feel You
- 2011: I Love Belarus (Мая Беларусь – Моя Беларусь)
- 2011: Shining In Twilight
- 2012: One Life
- 2012: Crazy
- 2012: Календарь
- 2013: It's My Life (& Petr Elfimov)
- 2013: Хто Казаў (& Aura)